# Tuğçe Özbudak
Tuğçe Özbudak (* 10. Juli 1982 in Ankara) ist eine türkische Schauspielerin.

## Leben und Karriere
Özbudak wurde am 10. Juli 1982 in Ankara geboren. Sie studierte an der Bilkent Üniversitesi. Ihr Debüt gab sie 2006 in der Fernsehserie Aloya. Danach spielte sie im selben Jahr in Kuzey Rüzgarı mit. 
Zwischen 2008 und 2010 hatte sie in Adanalı die Hauptrolle. Außerdem wurde Özbudak für die Serie Gece Gündüz gecastet. 2015 war sie in dem Film Yusuf Yusuf zu sehen. 2020 heiratete sie Melikhan Kılıçarslan.

## Filmografie
Filme
- 2007: Son Ders: Aşk ve Üniversite
- 2015: Yusuf Yusuf

Serien
- 2006: Aloya
- 2006: El Gibi
- 2006: Kod Adı: Kaos
- 2006–2007: Kuzey Rüzgarı
- 2006: Yalan Dünya
- 2008–2010: Adanalı
- 2009: Gece Gündüz

Sendung
- 2012: Pasaport
- 2014: Dada Dandinista
- 2016: İşte Benim Stilim
- 2020: Müge ve Gülşen'le 2. Sayfa
- 2020: Demet ve Alişan ile Sabah Sabah